# قضاء الرمانة
قضاء الرمانة (أو العبور) هو قضاء في محافظة الأنبار في غرب جمهورية العراق، مركزه مدينة الرمانة. استحدثت ناحية الرمانة سنة 1968، حتى يوم 3 أيلول سنة 2019 حين صوت مجلس محافظة الأنبار إلى رفع مستواها إلى قضاء،  استحدثت بلدية من الصنف الرابع لناحية الرمانة في 1 كانون الثاني سنة 1981، وذُكر أن حدودها شمالا: التلول المرتفعة، جنوبا : نهر الفرات، غربا: مجرى ماء المضخة المحاذي للقطع المرقمة ( 64 ، 76 ، 69 ، 120 ، 144 ، 124 ، 119 ، 74 ، 73 ، 79 ، 110 ، 101 ، 102 ، 103 ، 104 . شرقا : 21 ، 26 ، 10 ، 19 ، 22 ، 23 ، 7 ، 6 ، 4 من المقاطعة ( 4 ). كان بين قضاء الرمانة وقضاء القائم جسر فوق الفرات يربط القضاءين، وقد دمرته القوات الأمريكية المحتلة للعراق سنة 2003، فسببت بقايا الكتل الخراسانية للجسر المترسبة في قاع النهر بضعف التيار المائي، وتراكم الرواسب فهيأت لتشكل جزر نهرية جديدة.

## مقاطعات قضاء الرمانة
قال محمد الجزائري في كتابه (الكتابه على أديم الفرات) المنشور سنة 1973 "ونمضي في الفرات حتى نصل ناحية "الرمانة" على الضفة المقابلة لناحية "الكرابلة" وهاتان الناحيتان تُعتبران من أخصب المناطق الزراعية وأغزرها إنتاجي في صدر الفرات، حيث يكثر فيهما القطن الذي يُعتبر أهم محاصيلهما ومن أحسن النوعيات في العالم".
| رقم المقاطعة واسمها       | مساحتها | سكانها | عدد مساكنها |
| مركز القضاء               |         | 11642  | 1920        |
| 4 الحردان وختيلة والدغيمة |         | 21865  | 4071        |
| 5 الرمانة                 |         | 7464   | 1631        |
| 7 الصمة                   |         | 375    | 82          |
| 10 البيضة والمليلي        |         | 2680   | 402         |
| 12 البوبية والجرن         |         | 490    | 57          |
| 22 ديوم الدير والشعيثي    |         | 1720   | 233         |
| 32 الباغوز الشمالية       |         | 770    | 180         |
| 24 كلبان الطيارة          |         |        |             |

## سكان القضاء
| السنة | العدد |
| 2009  | 34028 |
| 2011  | 35817 |
| 2012  | 36588 |
| 2013  | 37372 |
| 2014  | 38169 |
| 2019  | 41140 |
| 2020  | 42214 |

## الخدمات
في قضاء الرمانة 9 مراكز صحية، مركز الباغوز والربط والرمانة الرئيسي وشط العرب والعش وختيلة والدغيمة والبيضة والبوبية، كلهن مغلقات منذ سنة 2014 حتى سنة 2020 ما عدا مركز الرمانة الرئيسي ومركز الدغيمة.